# Tây Ninh (provincie)
Tây Ninh is een provincie van Vietnam. De provincie Tây Ninh ligt in het zuiden van Vietnam, dat ook wel Đông Nam Bộ wordt genoemd. Tây Ninh ligt aan de grens met Cambodja De oppervlakte van de provincie bedraagt 4035,9 km² en Tây Ninh telt ruim 1.053.800 inwoners. Tây Ninh is onderverdeeld in een thị xã en acht huyện.

## Districten

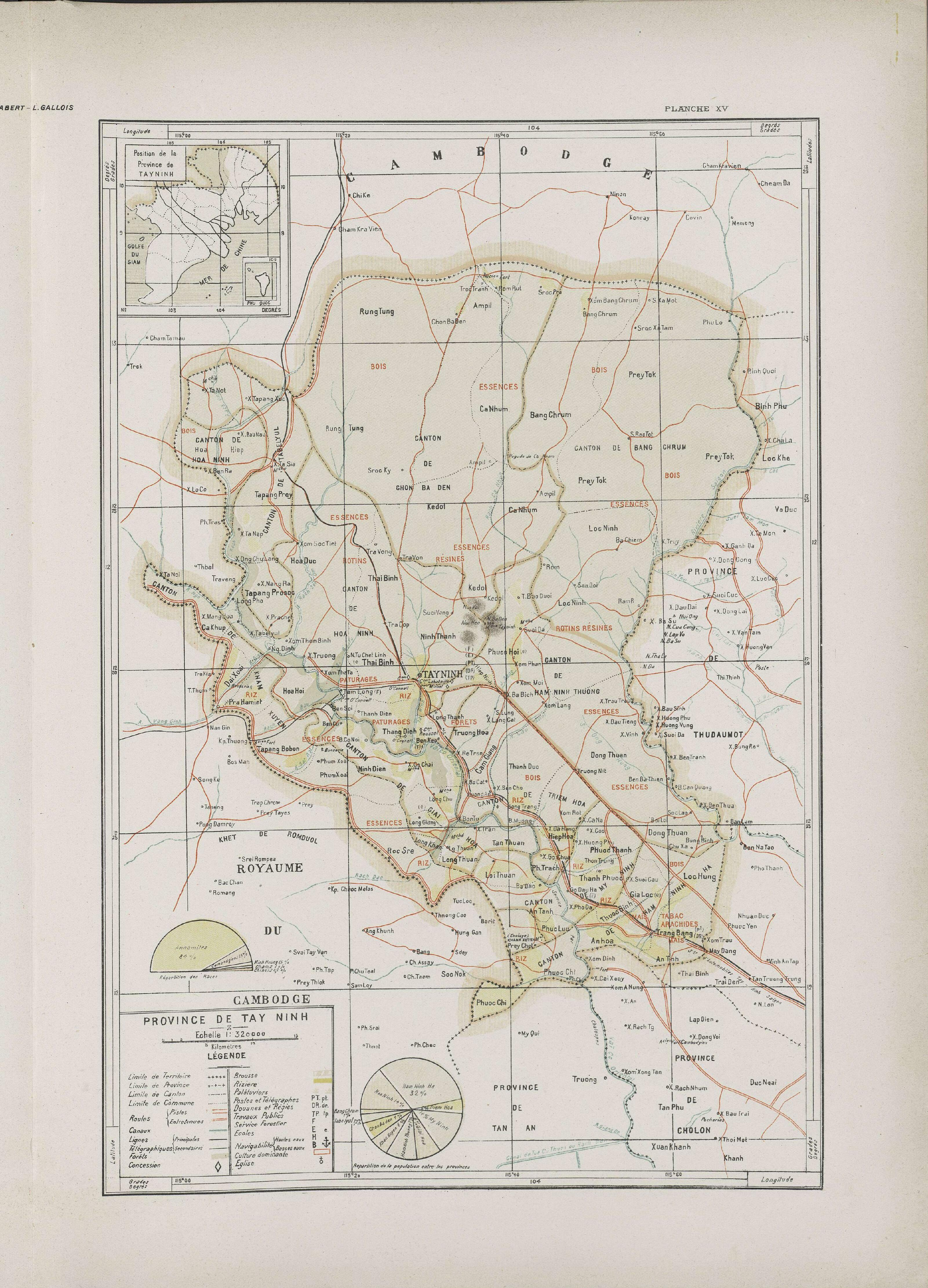
Tây Ninh in 1909

Tây Ninh is onderverdeeld in acht districten:
- Tân Biên
- Tân Châu
- Dương Minh Châu
- Châu Thành
- Hòa Thành
- Bến Cầu
- Gò Dầu
- Trảng Bàng